# 린세 전차
린세(스페인어: Lince, 'Lynx'의 변형, 스라소니를 의미)는 1980년대 말부터 1990년대 초까지 스페인이 자체적으로 개발하려고 했던 주력전차의 이름이다. 1954년부터 1975년까지 미국의 공동방위원조법에 따라 스페인에 들여온 M47 패튼과 M48 패튼을 대체하고 1970년대 스페인 육군에 도입된 AMX-30E를 보완하고자 해당 전차를 개발하게 되었다. 독일의 크라우스마파이, 스페인의 산타 바르바라, 프랑스의 GIAT와 같은 여러 국가의 기업에서 개발 계약에 대한 입찰을 시작했다. 새로운 주력전차의 개발 중점은 화력과 기동성이었고 부차적인 중점은 장갑에 있었다. 린세 전차는 경쟁 전차들보다 빠르고 가벼워야 했다. 충분한 화력과 방호를 위해 스페인 전차는 레오파르트 2A4의 복합장갑과 라인메탈의 Rh-120 포를 사용하기로 되어 있었다.
1980년대 스페인 정부는 기존의 AMX-30E를 업그레이드하기로 결정했다. AMX-30E의 업그레이드에 초점이 맞춰짐에 따라 신규 주력전차 개발에 대한 관심은 떨어지게 되었다. 1990년 유럽 재래식 무기 감축 조약이 체결됨과 동시에 미국이 더 이상 필요하지 않은 M60 전차가 스페인으로 다량 도입되면서 린세 전차 개발은 중단되었다. 개량된 AMX-30E와 미국산 M60 전차는 스페인에 있던 기존의 패튼 전차들과 AMX-30을 대체해 전차 현대화라는 스페인 육군의 단기적 목표를 충족시키는데 성공했다. 기존에 계획되었던 린세 전차는 시제품이 제작되지 않았고, 누가 린세 전차의 제조를 맡게 될 것인지도 공개되지 않았다. 4년 후인 1994년 레오파르트 2가 스페인에 조달되고 자체 생산이 허가되면서, 린세 프로그램이 목표로 했던 장기적인 현대화 목표도 달성되었다.

## 배경
1950년대 스페인 정부는 공동방위원조법에 따라 소련의 잠재적인 서유럽 침공에 대비해 552대의 M47 패튼과 M48 패튼을 도입했다. 이 전차들은 1954년 처음 스페인에 도착했고 1970년대 M60 전차 수준으로 성능을 향상시켰다. 그러나 스페인 정부는 1960년대부터 이 전차들을 프랑스제 AMX-30이나 독일제 레오파르트 1로 대체하기를 원했다. 스페인 정부는 결국 프랑스제 전차를 구매하기로 결정했다. 1975년에 스페인군은 AMX-30E로 명명된 299대의 AMX-30가 있었고 이 중 280대는 프랑스 GIAT로부터 특허를 얻은 스페인 기업인 산타 바르바라가 자체 제작한 전차였다. AMX-30의 첫 번째 인도가 완료되자 프랑스 육군과 산타 바르바라는 기술 안정성, 장갑 방호, 화력 통제 장치와 같은 결함을 보완하기 위해  AMX-30의 현대화를 위한 연구 프로그램을 시작하였다. AMX-30E를 배치하자 스페인군은 보유하고 있던 M47 패튼과 M48 패튼이 시대에 너무 뒤떨어져 있음을 알게 되었으며, 몇몇 스페인군 M47 패튼은 30년 이상 된 것도 있었다. 스페인 육군은 AMX-30E를 보완하고 기존의 패튼 전차들을 대체할 전차를 찾기 시작했다.

## 입찰

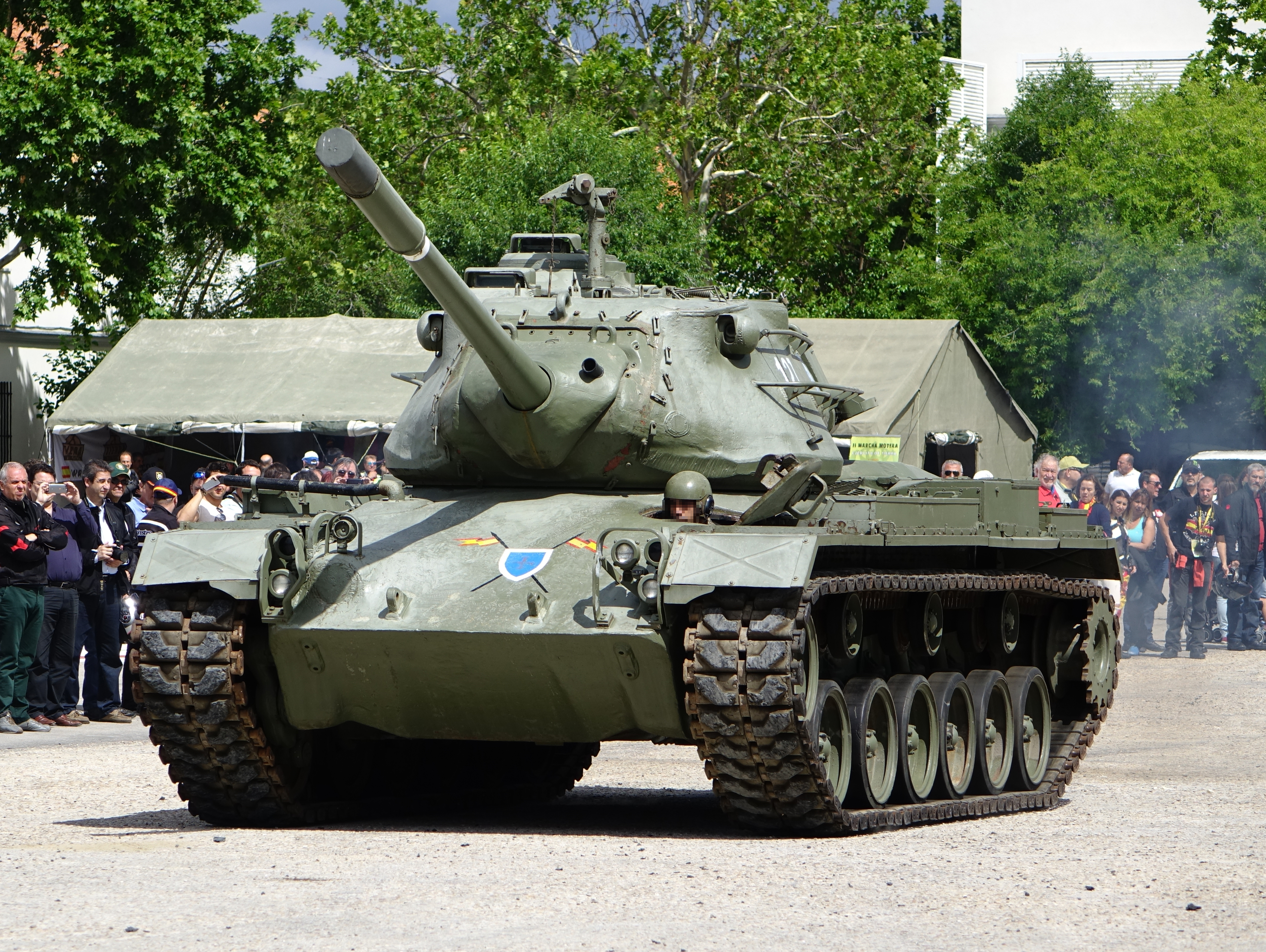
스페인군의 M47 패튼. 완전히 구식으로, 사실상 훈련용으로밖에 쓸 수 없었음에도 불구하고 M-47은 수십 년 동안 스페인 군수품 중 가장 많은 전차였다.

1984년, 스페인 국방부는 미래 전차 프로그램에 1,200억 스페인 페세타 (11억 미국 달러)를 배정하겠다는 의사를 밝혔고, 5개 외국 기업의 관심을 끌었다. 독일 회사인 크라우스-마페이와 스페인 회사인 산타 바르바라가 1970년대 기술을 기반으로 한 전차를 생산하는 공동 입찰을 1984년 중반에 제출했다. 프랑스 정부는 스페인과 새로운 기술을 갖춘 전차를 설계하는 데 협력할 것을 제안했다. 프랑스는 나중에 이 프로그램을 독자적으로 르클레르로 개발하게 된다. 그러나 프랑스 측은 산타 바르바라가 전차를 수출하는 데 제한이 있을 것이라고 인정했다. 이탈리아 정부도 협력 전차 설계에 대해 유사한 거래를 제안했다. 미국 회사인 제너럴 다이내믹스와 영국 회사인 빅커스는 각각 M1 에이브럼스와 밸리언트를 제안했다. 스페인 정부는 다음 해에 현지 생산 및 전차 수출 가능성이 낮다는 이유로 이들의 제안을 거부했다. 1985년 말까지 고려 중인 제안은 독일-스페인 협력과 프랑스 및 이탈리아 정부의 제안뿐이었다.

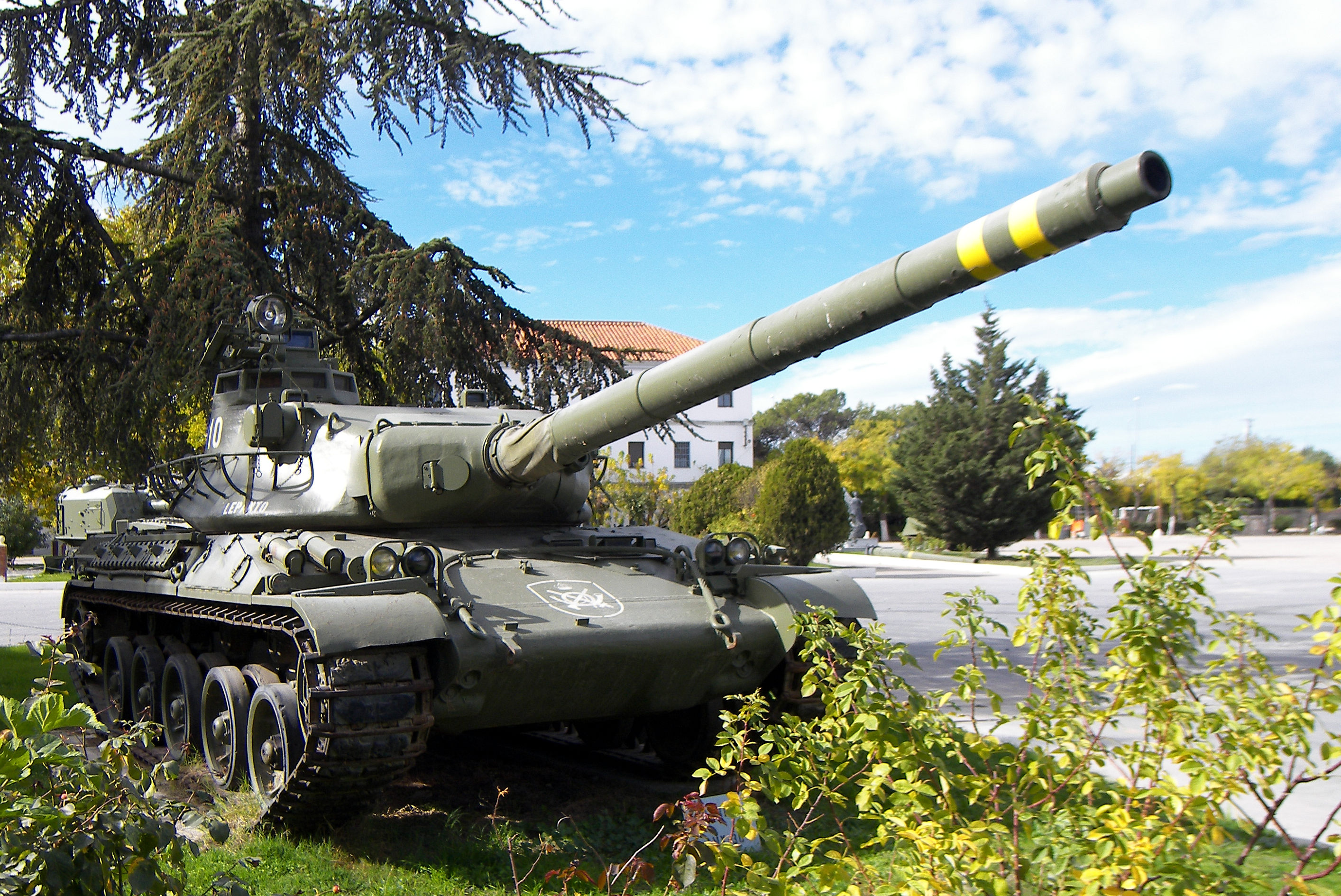
린체 프로그램은 사진에 보이는 스페인군의 AMX-30E 전차를 보완하기 위한 것이었다.

크라우스-마페이의 린체 입찰은 가장 명확한 기술 설계를 제공했다. 이 전차는 49톤의 중량을 가졌고 120mm 주포를 장착했다. 이 주포는 주행 중에도 발사할 수 있었고 주야간 작전에서 효과적으로 목표물을 조준할 수 있었다. 1,200마력 엔진을 장착한 린체는 도로에서 시속 70km로 빠르게 이동할 수 있었다. 레오파르트 2A4를 기반으로 했지만, 린체는 더 작고 가벼워서 보호력을 희생하고 기동성을 우선시했다. 특히 린체는 스페인의 불규칙한 지형에서 향상된 기동성을 우선시했다. 또한, 스페인의 기존 철도 및 고속도로 네트워크의 제한된 역량으로 인해 크기 제한이 부과되었다. 장갑 감소는 스페인군이 AMX-30E의 얇은 장갑으로 겪었던 문제와 충돌했지만, 린체는 독일 레오파르트 2A4와 유사한 다층 장갑을 사용하여 비슷한 중량으로 표준 장갑보다 더 큰 보호를 제공했다. 보호력은 다시 레오파르트 2A4와 유사한 낮은 측면 포탑으로 더욱 향상되었다.
1986년 초, 스페인 국방부는 몇 달 안에 계약을 선택할 것이라고 밝혔다. 뉴스 소식통은 크라우스-마페이가 계약을 따낼 가능성이 높지만, 스페인과 프랑스의 과거 및 현재 무기 계약 때문에 프랑스도 가능성이 있다고 언급했다. 프랑스 설계 AMX-30 생산 외에도 스페인 정부는 1979년에 미라주 F1 전투기와 퓌마 다용도 헬리콥터 계약을 맺었다. 1987년 초, 프랑스는 다시 스페인에 AMX-르클레르의 공동 개발 및 공동 생산 계약을 제안했다. 이번에는 수익성이 좋은 공동 수출 조건을 추가했다. 이 제안과 이탈리아와의 지속적인 협력에도 불구하고, 독일-스페인 린체 프로그램에 대한 스페인의 투자는 2,000억 페세타 (18억 달러)로 증가했다. 그러나 스페인 정부는 계약자를 발표하지 않았다. 이러한 불확실성으로 인해 크라우스-마페이는 린체 입찰을 보류하게 되었다. 크라우스-마페이는 또한 린체를 제조할 산타 바르바라 시스테마스의 실패로 수백만 달러의 손실을 입었다고 밝혔다.

## 프로그램 중단

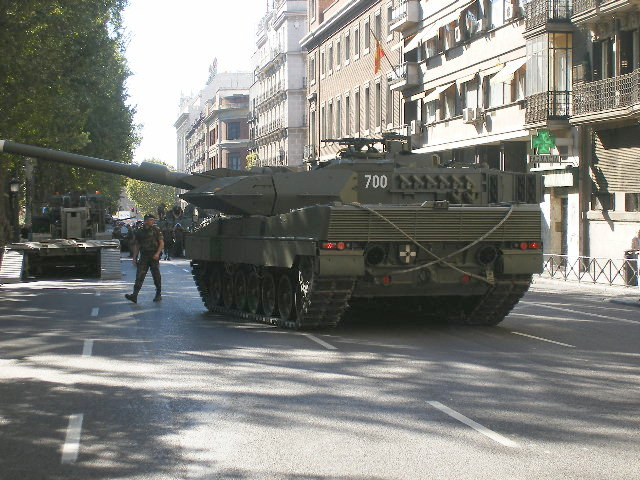
린세 계획이 취소되면서 스페인은 1990년대 후반 219대의 레오파르트 2E를 조달하기로 결정했다.

스페인 국방부는 1987년에 육군 AMX-30E 전차를 현대화하기로 합의하고 이 프로그램에 160억 페세타(1억 5,500만 달러)를 할당했다. 1987년 7월부터 육군은 모든 AMX-30E 전차를 EM1 및 EM2 표준으로 업그레이드했다. 이 업그레이드 프로그램은 린세 프로그램에 위협이 되었다. 거의 같은 시기에 스페인 정부는 유럽 재래식 무기 감축 조약에 따라 중앙 유럽에서 퇴역 중인 미국 M60 패튼 전차를 인수하는 데 관심을 표명했다. 10월과 11월에 스페인 정부는 M60A1 및 M60A3 전차 400~500대를 협상하기 시작했으며, 인수할 M60A1 전차를 M60A3 표준으로 업그레이드할 계획이었다. 12월에 미국은 스페인의 M47 및 M48 전차를 대체하기 위해 M60A1 및 M60A3 전차 532대를 이전하는 데 동의했다. 272대의 A1 중 50대를 인수한 후 스페인은 이 전차들의 조달을 취소하고 260대의 M60A3만 받기로 결정했다. AMX-30의 현대화, 노후화된 패튼 전차를 M60A3으로 교체하기로 한 결정, 그리고 크라우스-마페이의 자국 전차 프로그램 관리에 대한 비판 때문에 린세 프로그램은 1989년에 취소되었다. 산타 바르바라 시스템즈의 경영 문제도 한몫했다. 이는 매년 적자와 공장 인력 감소를 포함한다. 그러나 계획된 린세와 달리 M60은 육군 전차 부대를 단기적으로 현대화하려는 스페인의 즉각적인 필요만 충족시켰다. 이들은 스페인의 M47 및 M48 전차가 이미 M60과 동등한 수준으로 업그레이드되었기 때문에 장기적인 현대화 해결책은 아니었다.
그 결과 스페인은 독일과 많은 레오파르트 2A5의 조달 및 현지 생산에 대해 협상했으며, 1995년에 양국 간 양해각서가 체결되었고, 독일은 1998년부터 5년간 스페인 육군에 레오파르트 2A4 108대를 대여했다. 2005년 스페인 국방부는 전차를 임대하는 대신 구매하겠다는 의사를 밝혔다. 양해각서의 현지 생산 조건에 따라 산타 바르바라 시스템즈는 2003년에 레오파르트 2E 생산을 시작했으며, 첫 번째 전차 소대는 2003년 12월에 인도되었다. 더 작은 린세와 비교했을 때, 레오파르트 2A4는 55톤이며 1,500마력 디젤 엔진으로 구동된다. 레오파르트 2A4의 더 큰 중량은 부분적으로 더 두꺼운 장갑 때문이며, 이는 린세에 비해 기동성 손실을 상쇄하면서 더 큰 보호 기능을 제공한다.

## 스페인 육군이 고려한 전차들과의 비교
|                | 린세               | 레오파르트 2A4      | 르클레르             | M1A1 에이브럼스        | M60A3 패튼             |
| -------------- | ------------------ | ------------------- | -------------------- | ---------------------- | ---------------------- |
| 중량           | 49 t (54 쇼트톤)   | 55 t (61 쇼트톤)    | 55.6 t (61.3 쇼트톤) | 57.10 t (62.94 쇼트톤) | 55.6 t (61.3 쇼트톤)   |
| 주포           | 120 mm L/44 활강포 | 120 mm L/44 활강포  | 120m mm L/52 활강포  | 120 mm L/44 활강포     | 105 mm M68 강선포      |
| 탄약 적재량    | 40발               | 42발                | 40발                 | 40발                   | 63발                   |
| 도로 주행 거리 | 550 km (340 mi)    | 500 km (310 mi)     | 550 km (340 mi)      | 450 km (280 mi)        | 480 km (300 mi)        |
| 엔진 출력      | 1,200 hp (890 kW)  | 1,500 hp (1,100 kW) | 1,500 hp (1,100 kW)  | 1,500 hp (1,100 kW)    | 750 hp (560 kW)        |
| 최고 속도      | 70 km/h (43 mph)   | 68 km/h (42 mph)    | 71 km/h (44 mph)     | 64 km/h (40 mph)       | 48.28 km/h (30.00 mph) |

## 같이 보기
- AMX-30E
- 레오파르트 2E